# Academia das Forças Armadas da Austrália

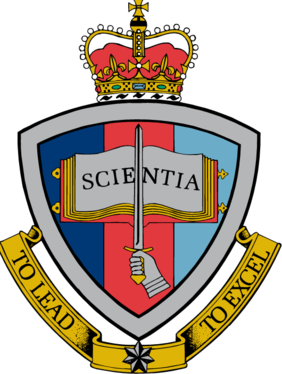
Brasão da universidade

A Academia das Forças Armadas da Austrália (ADFA) é uma academia militar partilhada pelos três ramos armados da Austrália. Esta academia providencia educação académica para jovens oficiais das Forças Armadas da Austrália da Real Marinha Australiana, do Exército Australiano e da Real Força Aérea Australiana. Em 2016 a academia começou a aceitar estudantes civis nos seus cursos.

## História

### estabelecimento
Após a Segunda Guerra Mundial, cada uma das três Forças Armadas adotou, como política, que os padrões educacionais deveriam ser elevados para os oficiais em treinamento.
Em 1967, foi alcançado um acordo entre o Departamento de Defesa e a Universidade de New South Wales, segundo o qual eles cooperariam para desenvolver o Royal Military College (RMC) em uma instituição de nível superior. Para esse fim, a Universidade criou a Faculdade de Estudos Militares da RMC para ministrar cursos conducentes à obtenção dos diplomas universitários em artes, ciências e engenharia.
Também em 1967, a University of New South Wales firmou uma associação com o RAN College, permitindo-lhe apresentar cursos aprovados. Posteriormente, foram introduzidos cursos de primeiro ano para certos programas universitários em artes, ciências e engenharia. Os cadetes bem-sucedidos eram patrocinados pela Marinha para concluir o bacharelado no campus da Universidade.
Simultaneamente com os desenvolvimentos no RAN College e no RMC, de 1967 a 1970, Sir Leslie H. Martin presidiu o Comitê de Educação Terciária do Governo da Commonwealth (Services' Cadet Colleges)  sobre a viabilidade de estabelecer um colégio para a educação conjunta de oficiais cadetes das três Forças Armadas.
Investigações em uma escala mais ampla seguiram com o resultado de que, em 1974, o governo da Commonwealth anunciou sua intenção de estabelecer uma única instituição terciária para a Força de Defesa. Em 1977, o governo estabeleceu formalmente a Australian Defense Force Academy como uma Unidade de Serviço Conjunto sob a Seção 32c da Lei de Defesa de 1903. O Chefe da Força de Defesa, Air Chief Marshal Sir Neville McNamara, anunciou simultaneamente a nomeação do Contra-Almirante Peter Sinclair, Royal Australian Navy como Comandante. A construção começou no local em 1981. Em fevereiro de 1984, a University of New South Wales anunciou a nomeação do professor GVH Wilson como reitor do University College. Em setembro de 1985, o Conselho Interino da Academia cessou suas funções e o Conselho da Academia da Força de Defesa Australiana realizou sua reunião inaugural sob a presidência de Sir Edward Woodward.
Em 1986, a ADFA abriu e começou a fornecer educação acadêmica militar e terciária para aspirantes e cadetes oficiais. No final de 2003, o Departamento de Defesa Australiano firmou outro acordo com a Universidade de New South Wales para a operação do University College na ADFA.
Em 2015, um redesenvolvimento de $ 98 milhões foi concluído.

### dia aberto
ADFA tem um dia aberto anual com exibições de equipamento militar, demonstrações e flypasts . Devido à pandemia de COVID-19 em 2020, o open day físico foi substituído por um evento online. O dia aberto de 2021 está agendado para 21 de agosto.

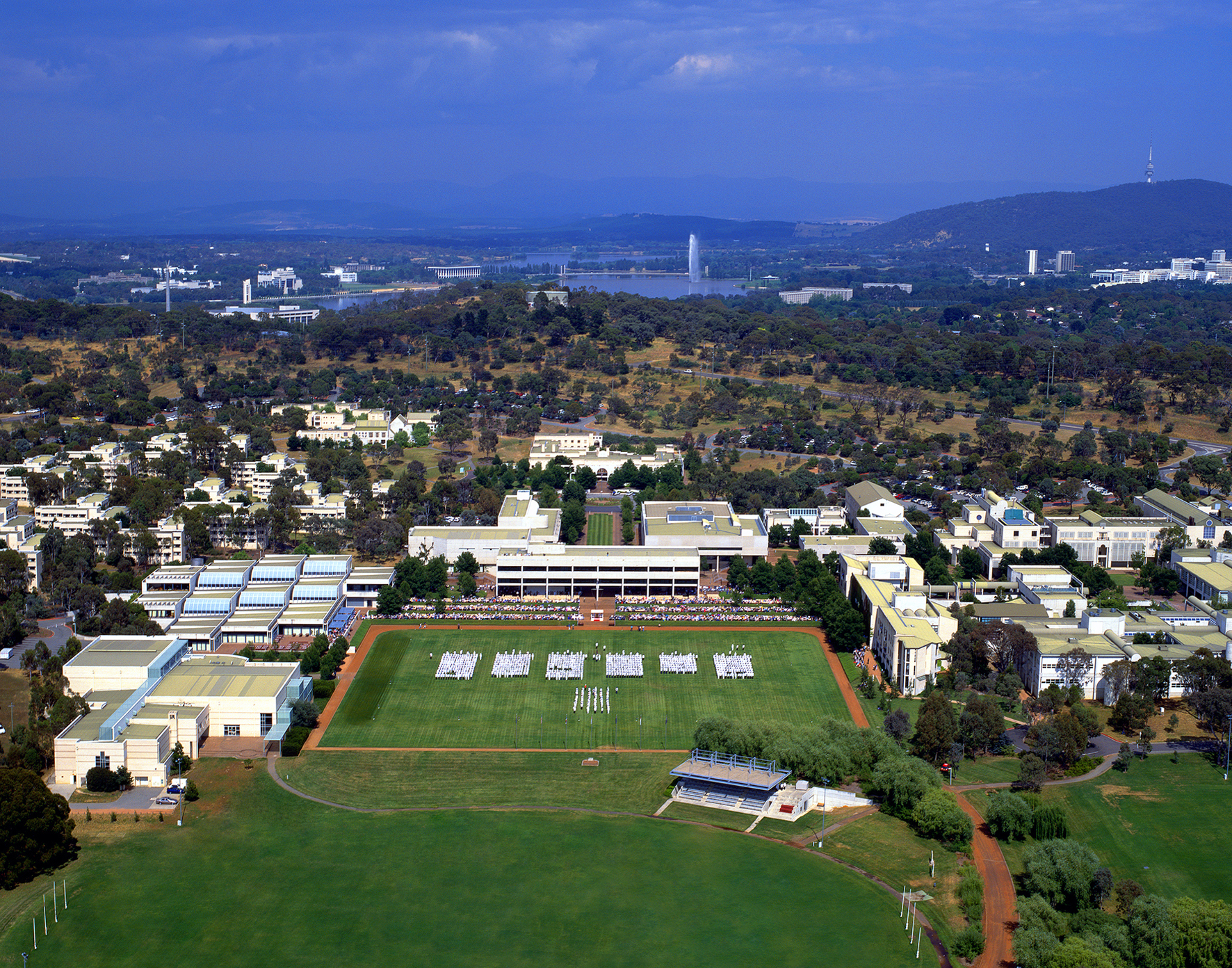
Visão do campus